# Naya Kanga
Der Naya Kanga (früher Ganja La Chuli) befindet sich in einer Bergkette im Jugal Himal im Zentral-Himalaya südlich des Flusstals des Langtang Khola in der nepalesischen Verwaltungszone Bagmati.
Der 5846 m hohe Berg liegt im Süden des Langtang-Nationalparks. Der Achttausender Shishapangma liegt 26 km nordöstlich des Naya Kanga. Er ist vom Gipfel des Naya Kanga aus sichtbar.
Der Naya Kanga ist ein so genannter „Trekking-Gipfel“. Es werden Bergtouren auf den Naya Kanga angeboten.
Der Baden-Powell Peak befindet sich 1,5 km weiter westlich in derselben Bergkette. 1,5 km östlich des Naya Kanga überquert der 5183 m hohe Ganja La-Pass den Gebirgszug. Jenseits des Passes erhebt sich der 5930 m hohe Ponggen Dopku.